# ذاكرة مشتركة موزعة
الذاكرة المشتركة الموزعة (بالإنجليزية: Distributed Shared Memory : DSM)‏ ، والمعروف أيضا فضاء عناوين عامة موزع (بالإنجليزية: distributed global address space : DGAS)‏ ، هو مفهوم مجال الحوسبة المتوازية يشير إلى فئة واسعة من تطبيقات العتاد والبرمجيات، والتي يكون فيها لكل عقدة من العنقود اتصال بالذاكرة المشتركة بالإضافة إلى ذاكرة كل عقدة الخاصة بها وغير المشتركة.
ويمكن استعمال برمجيات الذاكرة المشتركة الموزعة في أنظمة التشغيل ، أو مكتبات البرمجة. البرمجيات المستعملة في نظام تشغيل يمكن أن تصورها كملحق في بنية الذاكرة الافتراضية. هذه الأنظمة هي شفافة بالنسبة للمطور، مما يعني أنها مخفية تماما الكامنة عن المستخدمين. وفي المقابل، البرمجيات المستعملة على مستوى المكتبات أو لغات البرمجة فهي ظاهرة وعلى المطورين البرمجة بصفة مختلفة. إلا أنها توفر نهجا أكثر سهولة في الحمل بالمقارن مع المستعملة في الأنظمة.
ولبرامج أنظمة الذاكرة المشتركة الموزعة مرونة في تنظيم منطقة الذاكرة المشتركة بطرق مختلفة. نهج الصفحة يستند على تنظيم الذاكرة المشتركة في صفحات من حجم ثابت. وفي المقابل، فإن النهج الكائنات يستند على تنظيم المنطقة الذاكرة المشتركة باعتبارها فضاء مجرد لتخزين الكائنات مشتركة بأحجام متغيرة. تنفيذ شائع آخر يستخدم الفضاء tuple ، أي كل وحدة تقاسم هي مجموعة.
قد تنطوي بنية الذاكرة المشتركة على فصل للذاكرة إلى أجزاء مشتركة موزعة بين العقد والذاكرة الرئيسية، أو توزيع كافة الذاكرة بين العقد. يختار بروتوكول للتماسك، وفقا للنموذج الاتساق، ليحافظ على تماسك الذاكرة.